# Granuloma anular
El granuloma anular es una enfermedad inflamatoria poco frecuente de la piel, a veces es crónica. Es de naturaleza benigna y causa desconocida. Se presenta con varias formas clínicas, la más frecuente es el granuloma anular localizado que se manifiesta por lesiones múltiples de entre 1 y 2 mm de diámetro que se agrupan formando una placa más o menos circular de entre 1 y 5 cm de diámetro. Se localiza sobre todo en la piel de los pies, tobillos, muñecas y extremidades inferiores. Se resuelve de forma espontánea en alrededor del 50% de los casos en un periodo inferior a los dos años, aunque con frecuencia se producen recaídas en la misma localización. Puede ocurrir a cualquiere edad, pero 2 de 3 pacientes tienen menos 30 años, y la mayoridades son niños y adultos jóvenes. Las mujeres son dos veces más propensas a tenerlo.

## Formas de presentación
- Granuloma anular localizado.
- Granuloma anular generalizado.
- Forma subcutánea.
- Forma perforante. Se manifiesta por pequeñas lesiones sobre las que se forman úlceras y costras que afectan sobre todo al dorso de la mano y los dedos.

## Patología
El granuloma anular microscópicamente consiste de histiocitos epitelioides dérmicos alrededor de una zona central de mucina—se llama granuloma empalizado.

### Patogénesis
El granuloma anular es una afección idiopático, pero se han propuesto muchos catalizadores. Estos incluyen traumatismos cutáneos, exposición a rayos ultravioleta, vacunas, pruebas cutáneas de tuberculina e infecciones virales y por Borrelia.